# 阿什蘭鎮區 (明尼蘇達州道奇縣)
阿什蘭鎮區（英語：Ashland Township）是位於美國明尼蘇達州道奇縣的一個行政鎮區。

## 地方資料
阿什蘭鎮區的面積為96.67平方千米，當中陸地面積為96.66平方千米，而水域面積為0.01平方千米。根據2020年美國人口普查的數據，當地共有人口308人，而人口密度為每平方千米3.19人。